# Wielka Rawka

Panorama ze szczytu Wielkiej Rawki

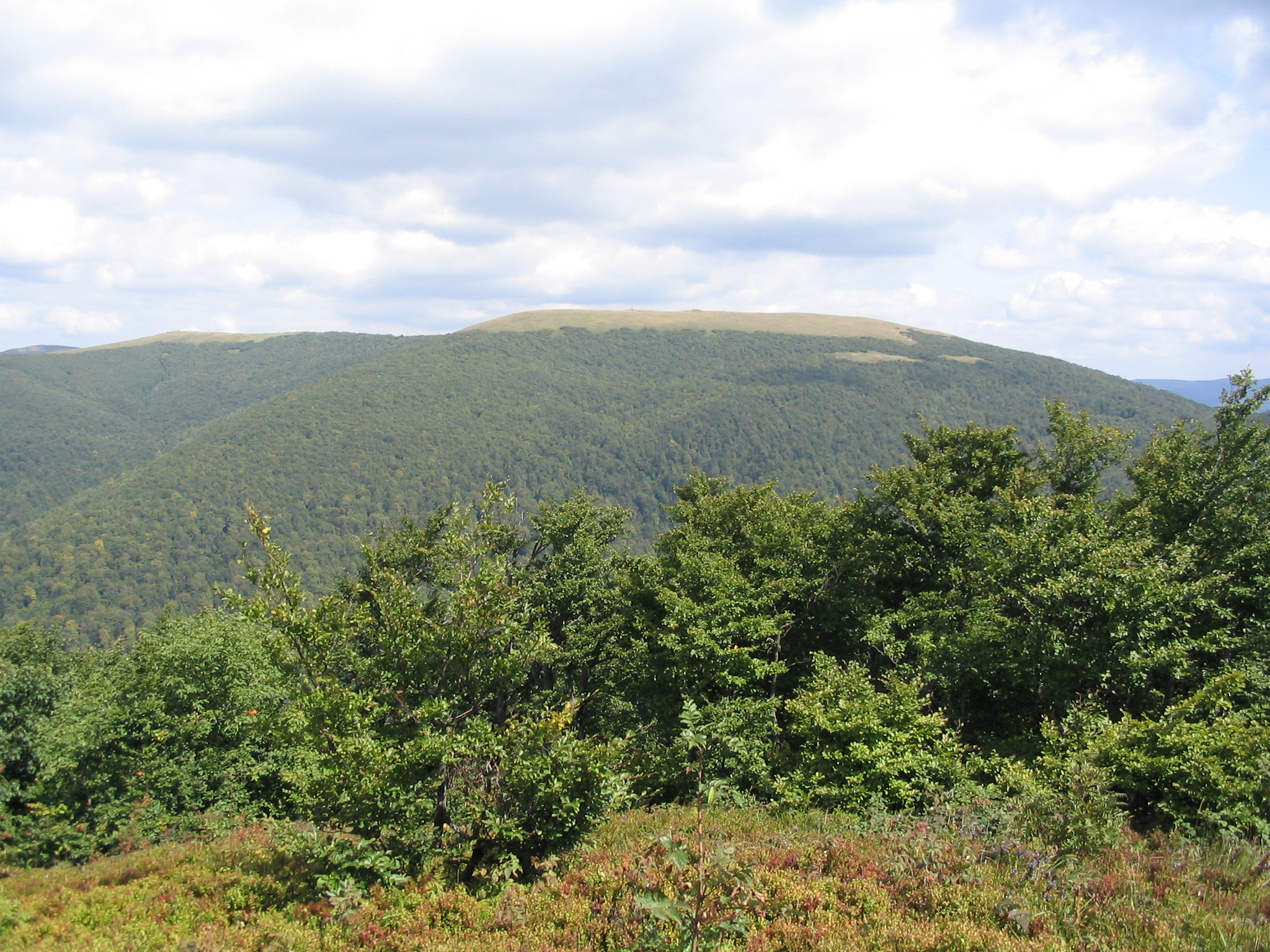
Wielka Rawka od południowego zachodu

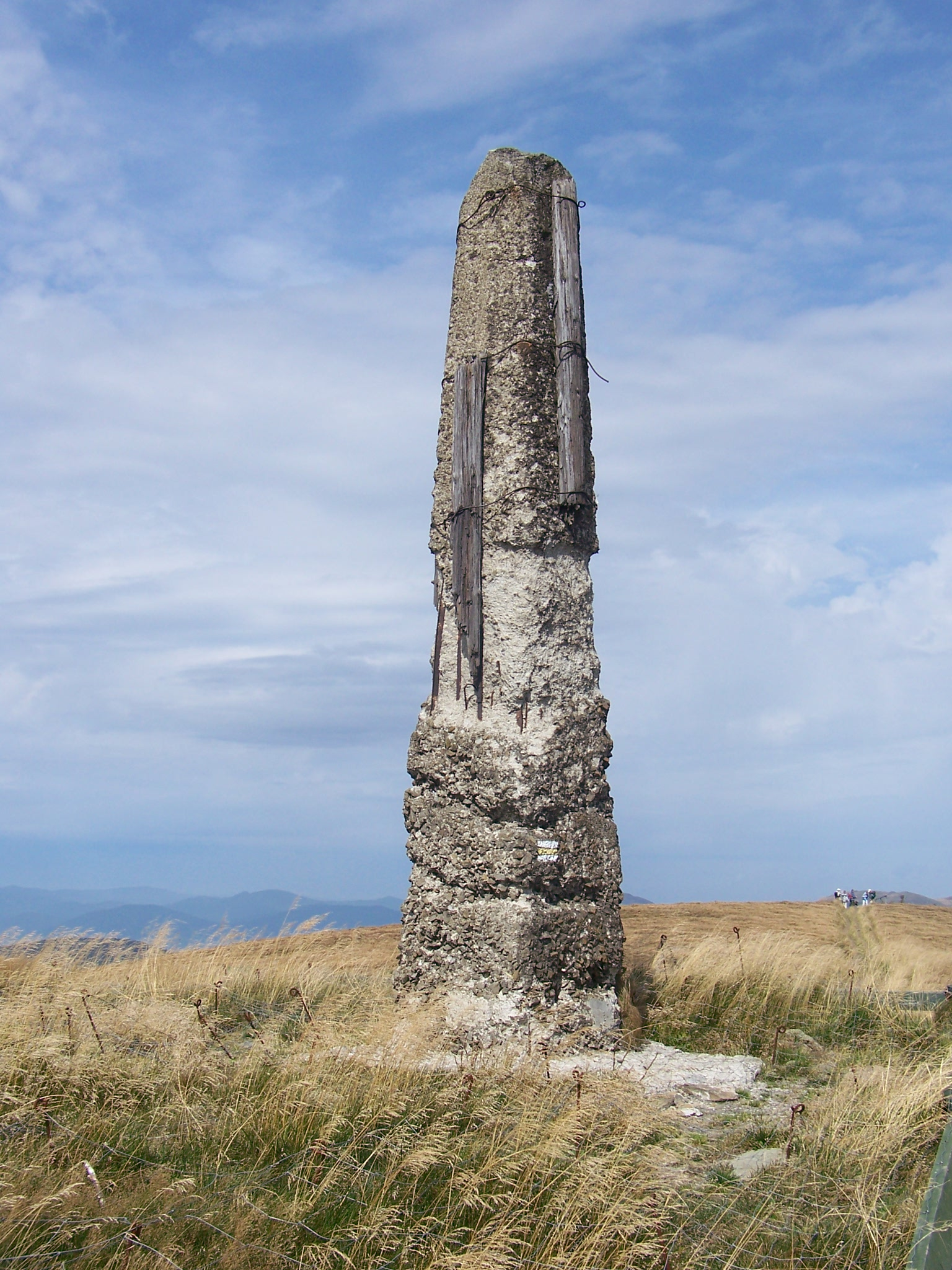
Słup na szczycie Wielkiej Rawki

Wielka Rawka (1307 m, inne źródło 1304 m) – najwyższy szczyt pasma granicznego w Bieszczadach Zachodnich.
Masyw Wielkiej Rawki leży w środkowej części pasma granicznego; południowym stokiem biegnie granica z Zakarpaciem, do 1945 z Królestwem  Węgier. Kopuła szczytowa ma charakter wyrównanego, przebiegającego w kierunku NW–SE grzbietu o długości wierzchowiny ok. 700 m. Jest to boczny grzbiet odbiegający ze zwornika znajdującego się na południowo-wschodnim krańcu szczytowego wypłaszczenia, gdzie łączy się on z głównym grzbietem Karpat. Biegnie on dalej na północ, w kierunku Małej Rawki, opadając najpierw na płytką przełęcz (1254 m), a następnie osiągając szczyt. W głównym grzbiecie sąsiednimi kulminacjami są na południowym zachodzie Krzemieniec oddzielony przełęczą o wysokości 1137 m, na południowym wschodzie zaś nienazwany szczyt o wysokości 1123 m, za którym wznosi się Wielka Semenowa.
Grzbiet Wielkiej Rawki kulminuje w kilku niewyraźnych wierzchołkach. Najwyższym punktem jest wychodnia piaskowca usytuowana w jego środkowej części, której wysokość wynosi 1307 m. Kilkadziesiąt metrów od tego miejsca stoi betonowy słup, dawny znak geodezyjny. Na mapach zaznaczany jest jeszcze wierzchołek północno-zachodni 1303 m. Stoki są dość strome, z północno-wschodnich zboczy schodzą niekiedy lawiny. Zachodnie opadają do doliny Górnej Solinki, północno-wschodnie – Rzeczycy, z kolei południowe, należące do zlewiska Morza Czarnego, odwadnia Bystry Potok w zlewni Użu.
Wielka Rawka jest najwybitniejszym, czyli odznaczającym się największą minimalną deniwelacją względną, wzniesieniem Bieszczadów Zachodnich. Wynoszącą wysokość szczytu 1307 m i przełęczy Beskid 784 m, 523 m wybitność zawdzięcza temu, iż w okolicy nie ma wyższych szczytów, a przełęcz Beskid, względem której oblicza się ten współczynnik, leży stosunkowo nisko. Również wysokości względem den sąsiednich dolin są duże – od 450 (Górna Solinka) do 800 m (Bystry Potok).
Szczytowe partie góry pokrywa połonina, której dolna granica przebiega wyjątkowo wysoko – od ok. 1200 do ponad 1260 m. Spowodowane jest to tym, iż ze względu na strome stoki nie prowadzono tutaj wypasu bydła. Jednak ze względu na brak lasu na szczycie, a także położenie i wyniosłość nad okoliczny teren, Wielka Rawka jest atrakcyjnym miejscem widokowym. Rozciąga się stąd panorama na wszystkie masywy pasma połonin, pasmo graniczne, Bieszczady Wschodnie, Połoninę Równą oraz góry Słowacji, między innymi Wyhorlat.
Grzbietem Wielkiej Rawki prowadzi żółty łącznikowy szlak turystyczny z Małej Rawki, na zworniku łączący się z niebieskim (szlak Rzeszów – Grybów) wiodącym z Ustrzyk Górnych pasmem granicznym, przez Krzemieniec, aż do Nowego Łupkowa.
Z rzadkich w Polsce gatunków roślin stwierdzono występowanie czeremchy skalnej i tocji karpackiej.

## Piesze szlaki turystyczne
Krzemieniec – przełęcz 1137 – Wielka Rawka – Ustrzyki Górne:
- z Krzemieńca 0.55 h (z powrotem 0.45 h)
- z Ustrzyk Górnych 3.30 h (↓ 2.00 h)

 Mała Rawka – przełęcz 1254 m n.p.m. – Wielka Rawka (0.20 h, ↓ 0.15 h)

## Najbardziej oddalony obszar obserwacyjny Ukrainy wykonany z terenu Polski
Aktualny rekord to z Wielkiej Rawki widziany szczyt Tempa (ukr. Темпа) 1634 m n.p.m. w głównym grzbiecie Świdowca, odległość: 141,6 km.